# Флеше
Флеше (пол. Flesze) — село в Польщі, у гміні Граєво Ґраєвського повіту Підляського воєводства.
Населення — 62 особи (2011).
У 1975-1998 роках село належало до Ломжинського воєводства.

## Демографія
Демографічна структура станом на 31 березня 2011 року:
|          | Загалом | Допрацездатний вік | Працездатний вік | Постпрацездатний вік |
| -------- | ------- | ------------------ | ---------------- | -------------------- |
| Чоловіки | 34      | 8                  | 21               | 5                    |
| Жінки    | 28      | 6                  | 18               | 4                    |
| Разом    | 62      | 14                 | 39               | 9                    |